# Sloanea eichleri
Sloanea eichleri är en tvåhjärtbladig växtart som beskrevs av Karl Moritz Schumann. Sloanea eichleri ingår i släktet Sloanea och familjen Elaeocarpaceae. Inga underarter finns listade i Catalogue of Life.